# غول اثرة (كحلان عفار)

تعديل مصدري - تعديل

غول اثرة هي إحدى قرى عزلة بنى موهب بمديرية كحلان عفار التابعة لمحافظة حجة، بلغ تعداد سكانها 184 نسمة حسب تعداد اليمن لعام 2004.